# Lecomyia cyanea
Lecomyia cyanea är en tvåvingeart som först beskrevs av White 1916.  Lecomyia cyanea ingår i släktet Lecomyia och familjen vapenflugor. Inga underarter finns listade i Catalogue of Life.